# Kirovske (Kirovske), Ciornomorske
Kirovske (în ucraineană Кіровське) este localitatea de reședință a comunei Kirovske din raionul Ciornomorske, Republica Autonomă Crimeea, Ucraina.

## Demografie
Componența lingvistică a localității Kirovske
     Rusă (61,42%)
     Ucraineană (19,57%)
     Tătară crimeeană (17,37%)
     Alte limbi (0,64%)
Conform recensământului din 2001, majoritatea populației localității Kirovske era vorbitoare de rusă (61,42%), existând în minoritate și vorbitori de ucraineană (19,57%) și tătară crimeeană (17,37%).